# Джейкъб Блек
Джейкъб Блек е измислен герой от сагата Здрач.
Във филмовите адаптации се изпълнява от Тейлър Лаунтър. В първата част има по-малка роля и играе главно за фон и начало на събитията. В „Новолуние“ обаче актьорът заема една от главните роли и неговите действия са важни за развитието на филма. Специално за ролята си е покачил 15 кг в мускули. С много голям успех той успява да се прочуе и продължава със своята игра в останалите части от филма, които са: Eclipse и Breaking Dawn.
Eclipse е излязла по кината от 30 май 2010 г., а Breaking Dawn(Зазоряване) е разделен на 2 части. Премиерата му е през 2011 г.
Интересен факт, е че от начало е смятан за върколак, но впоследствие се оказва зооморф, което е наследил от баща си. Всички от неговата глутница са зооморфи. Това се разбира, защото, за да си върколак трябва да те е ухапал такъв, а него не е. Втората част от Breaking Down е в кината на 17 септември 2012 г. Там Джейкъб Блек, заедно с другите от сагата – Кристен Стюарт в ролята на вече Бела Кълън, Робърт Патисън в ролята на Едуард Кълън и останалите.